# Darik
Darik – wieś w Armenii, w prowincji Szirak. W 2011 roku liczyła 11 mieszkańców.